# Léonce papa

Léonce papa est un film muet français réalisé par Léonce Perret et sorti en 1915.

## Fiche technique
- Réalisation : Léonce Perret
- Chef-opérateur : Georges Specht
- Société de production : Société des Établissements L. Gaumont
- Pays de production : France
- Format : Muet - Noir et blanc
- Genre : Comédie
- Date de sortie : 
  - France : 17 mai 1915

 Sauf indication contraire, les informations mentionnées dans cette section peuvent être confirmées par la base de données cinématographiques IMDb,  présente dans la section « Liens externes ».

## Distribution
- Léonce Perret : Léonce